# Administrativní dělení Itálie

Italské regiony

Mapa Itálie s vyznačenými územními celky 2. úrovně (tzn. provincie, metropolitní města a volná sdružení obcí

Itálie se skládá z 20 regionů z nichž 5 je autonomních. Ty se dále člení na provincie. V období mezi roky 2014 a 2016 bylo 14 provincií kolem velkých měst přeměněno na metropolitní města a 6 provincií v autonomním regionu Sicílie bylo přeměněno na volná sdružení obcí. Osm původních sardinských provincií bylo zredukováno na čtyři provincie a 1 metropolitní město. Údolí Aosty, které má postavení autonomního regionu, vykonává zároveň správní funkce provincie. Třetím stupněm administrativy jsou obce. V květnu 2017 existovalo celkem 107 územně-správních celků 2. úrovně. 

## Skupiny regionů
Pro účely Eurostatu jsou regiony sdruženy do skupin na úrovni NUTS-1.
- Severozápadní Itálie (Údolí Aosty, Ligurie, Lombardie, Piemont) - kód ITC

- Severovýchodní Itálie (Emilia-Romagna, Furlansko-Julské Benátsko, Tridentsko-Horní Adiže, Benátsko) - kód ITH
- Střední Itálie (Lazio, Marche, Toskánsko, Umbrie) - kód ITI
- Jižní Itálie (Abruzzo, Apulie, Basilicata, Kalábrie, Kampánie, Molise) - kód ITF
- Ostrovy (Sardinie, Sicílie) - kód ITG